# Arduin van Auriate
Arduin van Auriate, de Kale, (ca. 920 – na 4 april 976) was markgraaf van Turijn. 
Arduin werd in de periode tussen 935 en 940 graaf van Auriate en verdreef de Saracenen uit het dal van Susa. In 941 veroverde hij de stad Turijn en vestigde daar zijn residentie. Later creëerde de Italiaanse koning Hugo van Arles de mark Turijn en benoemde Arduin tot markgraaf. Arduin veroverde Albenga, Alba, en Ventimiglia. Hij werd voogd van Novalesa-Breme en misbruikte zijn positie om zich eigendommen van het klooster toe te eigenen. Ook gaf hij bezittingen van het klooster die hij op de Saracenen had heroverd, niet aan het klooster terug. De kloosterlingen beklaagden zich hierover bij de paus en de keizer maar ook hun vermaningen maakten geen indruk op Arduin. In 951 ontzette hij Adalbert-Atto van Canossa en de koningin-weduwe Adelheid die door Berengarius II van Italië werden belegerd. Hierna koos hij de zijde van Otto I de Grote waardoor hij werd bevestigd in zijn positie als markgraaf. In 975 is hij een van de aanvoerders die de Saracenen definitief uit Fraxinetum wist te verdrijven.
Arduin was zoon van Roger van Auriate (ca. 870 – na 935) die met zijn vader Arduin in 888 uit Frankrijk naar Italië trok in het gevolg van Guido van Spoleto. Roger werd een vazal van de kinderloze Rudolf van Auriate en werd door hem als erfgenaam geadopteerd. Na het overlijden van Rudolf trouwde Roger met diens weduwe (de moeder van Arduin) en werd graaf van Auriate.
Arduin was getrouwd met Emilia. Ze kregen de volgende kinderen:
- Alsinda, getrouwd met Giselbert van Bergamo, paltsgraaf van Pavia
- Richilda, getrouwd met Koenraad van Ivrea, zoon koning Berengarius II, die in tegenstelling tot zijn broers wel het gezag van koning Otto erkent en tot markgraaf van Ivrea wordt benoemd
- Manfred I van Turijn, opvolger van zijn vader
- Arduin, mogelijk paltsgraaf
- Otto, genoemd als markgraaf, vader van Arduin